# Park Min-young
Park Min-young, född 4 mars 1986, är en sydkoreansk skådespelerska. Hon har bland annat varit med i tv-serierna Sungkyunkwan Scandal, City Hunter, Glory Jane, Dr. Jin och Healer.